# Simandou
Simandou is een 110 kilometer lange heuvelrug in het zuidoosten van Guinee. Het is daar gelegen in de regio's Nzérékoré en Kankan, in de bergachtige en bosrijke regio Guinée Forestière. 
Het Simandou-gebergte strekt zich uit naar het noorden en het zuiden, het ligt ten oosten van de plaatsen Banankoro en Kérouané, van de zuidelijke regio Kankan tot de noordelijke regio Nzérékoré. Het hoogste punt is Pic de Fon, met een hoogte van 1658 meter, in het zuidelijke deel van het bereik. Andere toppen zijn onder meer Pic de Tibé, met een hoogte van 1504 meter, die zich bevindt in het midden van het bereik en Pic de Going, met een hoogte van 1431 meter, naar het noorden.